# Orting (Washington)
Orting je grad u američkoj saveznoj državi Washington. Prema popisu stanovništva iz 2010. u njemu je živjelo 6.746 stanovnika.